# Audrey Williamson
Audrey Doreen Swayne Williamson-Mitchell, angleška atletinja, * 28. september 1926, Bournemouth, Dorser, Anglija, Združeno kraljestvo, † 29. april 2010, Rhos-on-Sea, Wales, Združeno kraljestvo.
Nastopila je na poletnih olimpijskih igrah leta 1948, kjer je osvojila srebrno medaljo v teku na 200 m.